# Diario Oficial de la Generalidad Valenciana
El Diario Oficial de la Generalidad Valenciana (DOGV; oficialmente y en valenciano, Diari Oficial de la Generalitat Valenciana) es el boletín oficial de la Comunidad Valenciana.

## Historia

### Boletín Oficial del País Valenciano (1978)
El primer número del Diario Oficial de la Generalidad Valenciana (DOGV) se publicó el 19 de mayo de 1978, con la denominación de Boletín Oficial del País Valenciano. Posteriormente, el número 74, fue publicado el 15 de julio de 1982 bajo el nombre oficial de Diario Oficial de la Generalidad Valenciana y en él se insertaron las normas, disposiciones y actos emanados del Gobierno Valenciano, que por su naturaleza requiriesen de ser publicados. El reglamento del Diario Oficial fue aprobado mediante Decreto del Consell 86/1983, de 18 de julio.
Se estableció mediante el citado Decreto, que el órgano competente para ordenar su publicación fuese el presidente del Consell de la Generalidad Valenciana, facultad asignada posteriormente por Orden de la Presidencia de la Generalidad de fecha 6 de julio de 1983 al Conseller de Presidencia.
A los seis meses de su edición, por Decreto 86/1983, de 18 de julio, se estableció la conveniencia de publicar no sólo las disposiciones que emanasen de la Generalidad Valenciana, sino todas aquellas que afectasen a los intereses generales de la Comunidad Valenciana.

### Diari Oficial de la Generalitat Valenciana(1986)
Debido a una reestructuración funcional y competencial del Gobierno Valenciano, y al haberse detectado algunos problemas en la experiencia práctica, se reguló de nuevo la ordenación del Diario Oficial de la Generalidad Valenciana, mediante Decreto 142/1986, de 24 de noviembre, del Consejo de la Generalidad Valenciana (oficialmente Consell de la Generalitat Valenciana).
En él se estableció el primer cambio de denominación de esta publicación oficial, por el de Diari Oficial de la Generalitat Valenciana, al mismo tiempo que se instituía la consideración oficial y auténtica del texto redactado tanto en valenciano como en castellano.
Una nueva ampliación en cuanto a los tipos documentales a insertar se decretó, considerándose objeto de publicación:
- Las Leyes de la Generalitat Valenciana, Decretos, Órdenes u otras disposiciones de carácter general que emanen del Presidente de la Generalitat, del Consell, de las Comisiones Delegadas del Gobierno, de las Consellerías o de otros organismos de la Administración Autónoma e Institucional.

- Las disposiciones y resoluciones emanadas de la Administración Central y Local que afecten a los intereses generales de la Comunidad Valenciana.

- Las resoluciones, convenios, instrucciones y acuerdos procedentes de la Administración Autonómica e Institucional, de las Diputaciones Provinciales, de los Ayuntamientos y demás Entidades de la Administración Local de la Comunidad así como de otras Corporaciones o Entidades públicas, cuando lo exija una disposición general.

- Las convocatorias e incidencias de oposiciones y concursos para la provisión de plazas de la Administración Autónoma e Institucional de la Comunidad Autónoma.

- Los anuncios, edictos, convocatorias, etc., que para su publicación le remitan tanto los órganos oficiales como los particulares y, en general, todo aquello que imponga una norma jurídica.

### Nueva regulación (1997)
Diez años después, se llevó a cabo una importante modificación de la regulación del diario, iniciando el proceso para su modernización con la incorporación de las nuevas tecnologías en el funcionamiento de la administración.
Por Decreto 6/1997, de 28 de enero, se determinó la frecuencia de publicación, su estructura y formato, previendo otros soportes distintos al papel y adecuándose a la implantación progresiva de nuevas técnicas en la gestión y edición. En su artículo tercero quedó establecido que:
- El DOGV se publicará todos los días del año, excepto los sábados y domingos y los días declarados inhábiles en todo el ámbito territorial de la Comunidad Valenciana. Esta regla se podrá variar en atención a las necesidades de publicación, apreciadas por el conseller de Presidencia.

- La edición del DOGV se realizará en soporte papel y, en su caso, en microfichas o soporte informático, pudiendo transmitirse por cualquier medio al que se pueda acceder para el mejor servicio al público.

En el artículo cuarto se determinaba la oficialidad de los textos y normas relativas a su edición:
- El DOGV se edita en los dos idiomas oficiales de la Comunidad Valenciana, teniendo ambos textos la consideración de oficial y auténtico. Los errores se corregirán en la forma prevista en el artículo 16.

- El DOGV se editará en números diarios. Cada número constará de uno o varios fascículos. Asimismo, en atención a las necesidades de publicación, se podrán editar suplementos.

- En la cabecera del DOGV figurará el escudo de la Generalitat Valenciana y el título completo de Diari Oficial de la Generalidad Valenciana.

- En él figurará el año de edición del DOGV, la fecha y el número del DOGV.

- Al comienzo de cada página del DOGV figurará el número de éste, año, mes y día y el número de página.

- El DOGV se distribuirá al público mediante suscripción o por venta de ejemplares sueltos de acuerdo con el artículo 17 del citado decreto.

### Accesible en Internet (1999)
Desde 1999 el Diari Oficial de la Generalitat Valenciana está accesible vía web, aunque carente de validez oficial su edición. 
Este nuevo avance tecnológico ha permitido que el número de suscriptores del Diari en Internet superara a los de la edición en papel, desencadenando a finales de 2006 una nueva regulación de ésta publicación oficial que entró en vigor el 1 de enero de 2007

### Formato electrónico como única versión oficial (2007)
Por Decreto 183/2006, de 15 de diciembre, del Consell se establece que el Diari Oficial se publicará en formato electrónico, como única versión, oficial y auténtica, quedando garantizada la identificación del titular competente para su publicación, y de la voluntad de la publicación del Diari Oficial, a través de la firma electrónica del documento por parte del mismo. 
Su difusión se realizará a través de la página Web oficial del Diari Oficial, en la dirección: https://www.dogv.gva.es, dentro del portal Web de la Generalidad, garantizando en todo caso la autenticidad e integridad de su contenido, así como su accesibilidad.
Para aquellos ciudadanos o entidades que no puedan disponer de acceso al soporte electrónico, la Generalidad facilitará gratuitamente la consulta y obtención de copias de los documentos publicados.
Al mismo tiempo el citado decreto establece un nuevo cambio de denominación por el de Diari Oficial de la Comunitat Valenciana (DOCV) justificado por la propia naturaleza de este medio, al incluir no solo inserciones de la Generalidad, sino también las correspondientes a las corporaciones locales, así como las de otros organismos, instituciones y entidades, tanto de carácter público como privado.
En cuanto a la periodicidad en su publicación se mantiene la establecida con carácter habitual, todos los días del año, excepto los sábados, domingos y aquellos días declarados inhábiles en todo el ámbito territorial de la Comunitat Valenciana, pero se determina que excepcionalmente, atendiendo a las necesidades apreciadas por la Presidencia de la Generalidad, podrá publicarse el Diari Oficial en cualquier día del año.
Su contenido se ordenará en las siguientes secciones y subsecciones:
- I. Disposiciones generales.
- II. Autoridades y personal.
  - a) Ofertas de empleo público, oposiciones y concursos.
  - b) Nombramientos y ceses.
  - c) Otros asuntos.
- III. Actos administrativos.
  - a) Autorizaciones y concesiones.
  - b) Subvenciones y becas.
  - c) Otros asuntos.
- IV. Administración de Justicia.
- V. Anuncios.
  - a) Ordenación del territorio y urbanismo.
  - b) Licitación y adjudicación de contratos.
  - c) Otros asuntos.

Dentro de cada sección y subsección se ordenarán los documentos agrupándolos según su origen, precedidos del correspondiente epígrafe identificativo del órgano o persona física o jurídica de la que proceda el documento y siguiendo un orden alfabético general.
El orden dentro de cada sección y subsección, excepto en la Sección IV, será el siguiente: 
- 1º. Documentos procedentes de la Generalidad: en primer lugar los documentos de la Presidencia, seguidamente los procedentes de las distintas Consellerias, siguiendo su orden alfabético, y en tercer lugar los documentos de las instituciones, empresas y entidades de la Generalidad.
- 2º. Documentos procedentes de la administración del Estado.
- 3º. Documentos procedentes de la administración Local.
- 4º. Documentos de otras Administraciones Públicas.
- 5º. Anuncios de particulares o personas jurídicas privadas.

En la Sección IV los documentos se ordenarán alfabéticamente atendiendo al órgano emisor del documento.
- La publicación de las leyes de la Generalidad se hará, bajo el epígrafe de la Presidencia de la Generalidad, en la sección de disposiciones generales y ordenadas por el número de la disposición.

- Los Decretos y Acuerdos del Consell se publicarán bajo el epígrafe del o de los departamentos que los hayan propuesto.

- Dentro de cada epígrafe, los documentos se ordenarán según la jerarquía administrativa o normativa. Si en el mismo epígrafe han de aparecer dos o más documentos del mismo rango jerárquico, se ordenarán por su fecha y además por el número que, en su caso, tengan asignado. Las correcciones de errores se ordenarán según el documento que vengan a corregir.

Tal y como se determina en el citado decreto, mediante esta nueva regulación, pionera en España, se sustituye el tradicional DOGV en formato papel, con un alto coste económico y ecológico, por una edición electrónica DOCV, como única válida y auténtica, accesible a todos los ciudadanos de forma libre y gratuita, y con los mismos efectos que los atribuidos hasta ahora a la edición impresa en papel.

### Recuperación de la denominación de Generalidad Valenciana (2016)
El Diari Oficial de la Comunitat Valenciana recuperó el 9 de octubre de 2016, Día de la Comunitat Valenciana, la denominación de Diari Oficial de la Generalidad Valenciana para volver a ajustarse a su razón de ser como vehículo de difusión de la normativa y las actuaciones de las instituciones de autogobierno.
El DOCV publicó el 8 de octubre de 2016  el decreto firmado por el president de la Generalidad, Ximo Puig, después de que el pleno del Consell aprobara el cambio de denominación.